# Companyia de Mercaders Comerciant a Guinea
La Companyia de Comerciants de comerç de Guinea (en anglès "Company of Merchants Trading to Guinea") fou una companyia de comerç anglès, que va existir des de novembre de 1631 fins a finals de 1651, i que va tenir una patent o monopoli real per al comerç anglès a la totalitat costa occidental africana al sud del riu Senegal.

## Fundació
La "Companyia de Mercaders Comerciant a Guinea", va succeir a la "Companyia de Guinea" (formalment Company of Adventurers of London trading in Gynney and Bynney) en un comerç africà rendible que ja no podia ser realitzat el 1628 a causa de la manca de voluntat d'invertir de molts dels seus antics membres i la seva doble funció com traficants i contrabandistes. Per tant, no fou altre que el mateix Nicholas Crispi, l'home fort de la vella companyia, a qui el rei anglès va proposar la formació d'una nova empresa de comerç. Nicholas Crispi era des d'almenys el 1628 l'home dominant de la vella companyia. A més, el lucratiu negoci a la costa de Sierra Leone va quedar en aquest temps gairebé exclusivament en la seva possessió privada. Els objectius principals pel que va fer la nova empresa va ser preparar una participació anglesa en el comerç d'or d'Àfrica Occidental. Per a això era necessari avançar a les àrees costaneres on l'or podria ser obtingut; aquestes àrees eren la Costa d'Or en el primer lloc. Per descomptat, els comerciants anglesos havien aparegut repetidament a la Costa d'Or en els 80 anys anteriors, però Nicholas Crispi va donar ara a la qüestió d'una nova qualitat, mitjançant el reconeixement de la necessitat d'un assentament permanent anglès des del qual s'havia d'aconseguir el lliure accés al comerç d'or.
No obstant això, una empresa d'aquest tipus requeria alts requisits de capital inicial, que no podien ser realitzats amb la vella societat. No obstant això, el temps per a la realització amb èxit d'un projecte d'aquest tipus semblava ser molt bo, sobretot gràcies al fet que els portuguesos/castellans ja no eren prou forts i contra els holandesos podien obtenir un punt de suport per derrotar per la força militar als enemics en aquest tram de costa. D'altra banda, els portuguesos i holandesos van lluitar a la Costa d'Or entre si durant anys. En última instància l'estímul decisiu cap a una entrada en el comerç de l'or de l'Àfrica Occidental s'havia donat en una trobada casual entre l'holandès Arent de Groot i Nicholas Crispi.
El projecte previst també va convèncer el rei Carles I d'Anglaterra, qui finalment va accedir a una retirada de la carta de patent de la vella companyia i la formació d'una nova empresa per al comerç a l'Àfrica Occidental. Els membres fundadors de la nova companyia van ser Nicholas Crispi, els seus antics companys i adversaris Humphrey i William Clobery Slanley, i Sir Richard Young, Sir Kenelm Digby i George Kirke. Poc després, també John Wood, Samuel Abraham Crispi i Chamberlain van ser acceptats com a nous membres.
La carta patent expedida per Carles I per al nou privilegi monopolista de la companyia es va fixar en 31 anys, i ja no es limitava a negocis únicament com en la societat original, doncs ara es referia a tota la costa occidental d'Àfrica al sud de la boca del Senegal. Com els principals productes, que haurien de ser l'objectiu principal de l'activitat econòmica, s'esmentava explícitament l'or i, de fet, amb el suport de la disposició d'almenys 10.000 lliures en or dins els 31 anys. No obstant això, el comerç no estava prohibit en altres béns. En aquest sentit, és clar, que se li va donar el lucratiu comerç de la costa de Sierra Leone, especialment d'ivori que es recollia a vegades en grans quantitats, juntament amb pells d'animals, cera, goma i especialment el pebre. Els esclaus, encara que no s'esmenten específicament en les patents, també van guanyar una importància creixent, i també es van preveure. A més, encara que tampoc s'esmenta en la patent, es considerava el comerç del sucre de Sant Tomàs (São Tomé) buscant una garantia per l'èxit econòmic d'una empresa en el cas que la costa continental, per qualsevol raó, no fos suficient per aconseguir productes de comerç rendibles.
Un problema molt gran abans de la primera expedició a la Costa d'Or va ser la dotació de personal per a la creació específica i per a la construcció del comerç d'or, ja que faltaven especialment persones amb experiència i coneixements tècnics en el comerç d'or, dels quals els anglesos sabien molt poc. Una solució a aquest problema la va trobar Crispi en Arent de Groot, que ja vivia a Anglaterra, convidat pel mateix Crispi, i estava a l'espera de les seves ordres en aquest sentit. De Groot havia treballat prèviament com un distribuïdor en nom de la Companyia Holandesa de les Índies Occidentals en el comerç d'or a la Costa d'Or, però s'havia discutit amb els seus col·legues i ara volia tornar a la Costa d'Or per raons de venjança. A més, de Groot tenia prou coneixement i experiència pel que fa al comerç d'or local. De Groot va ser com un regal de Déu, perquè sense ell i la seva experiències a la Costa d'Or, era molt difícil d'aconseguir el propòsit de la nova companyia

## Penetració a la Costa d'Or
Per descomptat Crispi era plenament conscient dels equilibris de l'empresa. Els portuguesos estaven ben situats a Elmina, mentre que tant l'oest i l'est de la mateixa hi havia els holandesos en un tram de costa des Kommendah a Accra derivats de contractes que s'havien subscrit amb els governants dels regnes costaners. Pel que sembla, els holandesos van tenir dificultats per fer un tractat amb el rei d'Agona i això va ser la raó per Nicholas Crispi, que va acompanyar la primera expedició a la pròpia Costa d'Or, va triar el lloc de Wiampa (més tard Winneba) a Agona, com a punt inicial de contacte. A partir de 1632 els anglesos va desembarcar i va prendre el primer contacte amb el rei d'Agona. El rei estava ben disposat amb els britànics i els va permetre per tractat establir una factoria, i van començar immediatament l'edificació. No obstant això a partir Winneba no es podia obtenir molt d'or i molt aviat va quedar clar que un bon punt de suport a la Costa d'Or només seria possible en desafiament als holandesos i això al preu de la victòria o la pèrdua, atacant el seu propi centre de poder. També en aquest sentit, els serveis d'Arent de Groot van demostrar ser de gran ajuda. Això va succeir, de fet, l'agost de 1632, tot i les protestes massives dels holandesos a un rei de nom Ambro, un dels caps més importants Fanti per haver signar un contracte amb els anglesos, la cosa va tirar endavant. Ambro va acceptar la llei comercial anglesa al país Fanti i va permetre als anglesos establir factories a Kormantin (avui Saltpond), Adja i Anomabo i en totes les costes que estaven sota la jurisdicció de la nació Fanti o Fante. Els anglesos van començar llavors amb la construcció d'una factoria a Kormantin que van convertir en la seva seu, i una altra en Ekki-Tekki (més tard Kommendah), si bé aquesta última fou abandonada al següent any 1633.
A la fi de 1636, un primer èxit es va produir quan un dels vaixells va portar or, del que la companyia va obtenir un benefici del voltant de 30.000 £. En els anys 1636-1644 els vaixells de la Companyia van portar or per valor de 500.000 £ a Anglaterra, que es complementava amb el sucre de Sant Tomàs.
El 1638 vam començar a construir un petit Fort a Kormantin per protegir la factoria local contra els holandesos. No obstant això, l'activitat de la construcció va anar molt lentament i fins després de vuit anys (1646) no es van completar.
Un problema encara més gran, amb el qual la companyia va haver de lluitar en la dècada de 1630, fou el de fer front a les fallides constants dels seus membres i arribar a un acord sobre la liquidació dels deutes contrets per l'antiga companyia fins al 1628. Els creditors havien portat l'afer del deute, després d'una fase de pressió, als tribunals. El "Consell Privat" va decidir finalment en sentència d'1 de juliol de 1637 que l'import pendent havia de ser dipositat per la Societat per mitjà d'un gravamen especial sobre totes les seves importacions de fusta i vori. Un altre problema significatiu per a la companyia era que seguia prosperant el comerç de contraban.
No obstant això, el comerç d'Àfrica Occidental va ser immensament rendible per a l'empresa en aquests anys, malgrat l'enorme cost del fort i llocs comercials, que havia estat finançat en gran part per Nicholas Crispi. Aquest més tard va reclamar que havia aportat en aquells anys al voltant de mig milió de lliures esterlines en or de l'Àfrica Occidental a Anglaterra i que un comerç sobre aquesta base suposava per la nació cinquanta o seixanta mil lliures l'any. No obstant això, encara que aquestes dades eren sens dubte exagerades, servien per demostrar que els beneficis del comerç de l'or de l'Àfrica Occidental quan es feia sense problemes, eren enormes.
A causa de les seves simpaties realistes pel rei Carles I, Nicolau Crispi va ser recompensat el 1640 amb el títol de cavaller (Sir). Una mica més tard es va confirmar pel rei la seva patent monopolista africana per altres 20 anys.

## Comerç a l'Àfrica Occidental i Guerra Civil
En el curs del conflicte cada vegada més agreujat, va esclatar la Guerra Civil Anglesa el 1642, i Sir Nicholas Crispi va ser arrestat el febrer 1641 a causa d'un comportament realista i també com un monopolista del Parlament anglès. Finalment, fou investigat per comitè d'arbitratge del Parlament (la Cambra dels Comuns) que va publicar les patents monopolistes reals per al Comerç Àfrica Occidental.
Nicholas Crispi va haver de fugir de Londres i va estar al costat del rei Carles I. A casa seva es va trobar or sense encunyar per valor de 5000 £ que va ser confiscat. Encara que durant aquesta època de la Guerra Civil totes les activitats marítimes anglès van ser estrictament controlats pel Parlament, l'activitat de la Companyia va continuar. Tanmateix, això era més a causa del fet que part d'un esquadró de 15 vaixells de guerra havia estat enviat pel rei Carles I, amb el mandat de protegir el comerç a l'Àfrica.
El 1640 Arent de Groot estava de nou en nom de l'empresa a la Costa d'Or. Va concertar una vegada més, tot i la irada protesta dels holandesos, contractes amb els governants nadius i va establir factories angleses a Egya, Anomabo, Anashan i Takoradi (Taccarada) amb el desplaçament dels holandesos. En el mateix any els anglesos van començar amb l'establiment d'un factoria a Takoradi o Taccarada. Els holandesos es van enfadar molt al respecte i es van queixar amargament al seu govern, donat que el seu comerç a la Costa d'Or, cada vegada estava més disminuint, mentre que altres nacions (és a dir, Anglaterra) feia més i més guanys. En particular, sobre la traïció del seu compatriota Arent de Groot estaven molt enutjats.
En 1643, el Parlament de Londres va decidir suprimir els subministraments d'or per al rei i els seus seguidors. El resultat va ser que l'empresa es trobava en una greu crisi. Una de les naus de Crispi fou segrestada per la gent del Parlament. A més d'això els competidors, i especialment els rivals holandesos van aconseguir un enorme auge. Especialment els holandesos estaven en tot moment preparats per dur a terme accions per tal d'afeblir o impedir completament el comerç de l'or britànic. També un altre dels vaixells de Crispi van caure totalment carregat en el camí de retorn d'Àfrica a mans dels pirates. L'any 1643 va acabar per la companyia amb una pèrdua d'aproximadament 20.000 £. Els deutes s'amuntegaven i l'any fiscal 1644 van començar amb els actius existents (dipòsits, crèdits, etc.) de només £ 405 enfront dels passius de 10.000 £. A més, 5.000 £ eren d'un vaixell "prestat" pel Comitè de Marina i aproximadament 2000 £ s'havien pagat al client per avançat. Això va resultar en la manca de finançament total del comerç d'Àfrica Occidental per part de l'empresa gairebé íntegrament durant l'any 1644 segons s'evidencia en els informes de desembre de 1644 fets per funcionaris de la Companyia Holandesa de les Índies Occidentals a la Costa d'Or dirigits al govern holandès, informant que els anglesos ja havien sortit de la Costa d'Or gairebé del tot. La petita factoria a Takoradi fou abandonada i els governants locals indígenes de Kormantin van convidar als holandesos a construir un edifici allí, cosa que fou acceptada i es va fer immediatament.
A principis de 1644 Sir Nicholas Crispi encara tenia la meitat de totes les accions de la Societat, mentre que el seu germà, Samuel Crispi en tenia una quarta part del total de propietat i controlava la resta John Wood. Les accions dels germans Crispi, però, van ser confiscades el 1644 pel Parlament amb l'argument que Nicholas Crispi devia encara 16.000 £. La gestió de la Societat va ser traslladada en aquest moment a John Wood.
Inicialment la companyia va tractar de reviure el comerç d'Àfrica Occidental amb la fusta. Els holandesos a la Costa d'Or, al desembre de 1645 van informar al seu govern que els anglesos es trobaven altre cop a Kormantin i havien reparat el fort amb ferma determinació. A més van dur a terme durant el període 1645-1650 diversos intents de construir o reviure noves factories a la zona, sobretot a Takoradi, Egya, Accra, Cape Corse, i Winnebah, però cap d'aquestes accions va tenir gaire èxit a causa de la falta de cooperació de les autoritats indígenes locals. Es va informar el 1650 que la companyia tenia 16 factories a la Costa d'Or, però això era una exageració, perquè la majoria de les factories s'havien començat a construir sense el consentiment del governant local i a l'inici de la seva fase de construcció foren destruïdes pels vilatans. Tot i els millors esforços dels angleses, no van aconseguir un comerç rendible a la Costa d'Or.
Quan en 1649 el rei Carles I va ser executat el 31 de gener, la gestió de la Societat va passar a John Wood, Mauriel Thompson, Rowland Wilson i Thomas Walter. Amb l'inici de l'any fiscal 1650, la Companyia seguia estant oficialment sota la presidència de Nicholas Crispi, però s'esmenta explícitament en aquest context que els destinataris de les patents originals de 1631 havien abandonat tots els seus interessos en favor de John Wood i els seus socis.

## La competència sueca
El 1647 els anglesos havien començat a construir una factoria a Cape Corse, però exactament davant d'una factoria holandesa ja existent. A finals del 1647 els anglesos es van entendre amb els locals i van obligar els holandesos a abandonar el lloc a començaments de 1648. Però llavors el Comissionat suec Neumann va signar un acord amb el rei Bredewa de Fetu a Degou (Cape Coast d'avui) el 1648 i els suecs van rebre del rei de Fetu una invitació per construir una factoria permanent i es va signar el corresponent acord. A Suècia es va fundar immediatament una empresa monopolista per al comerç d'Àfrica i la reina Cristina de Suècia va poder equipar immediatament una expedició que va navegar fins a la Costa d'Or, per posar en pràctica el projecte d'una factoria sueca a l'Àfrica Occidental. L'expedició sueca, que estava sota la direcció del suec d'origen finlandès Heinrich Carloff, va arribar el 1650 a Cap Corso, moment en què també es trobava a Cape Corse Thomas Crispi ocupant el càrrec de "Factor en Cap" d'una nova companyia privada formada per ell, i centrant la seva activitat en un punt de suport anglès a Cape Corse o Cabo Corso. Thomas Crispi estava informat de l'expedició de Carloff i de la seva arribada imminent i estava disposat a evitar l'establiment de l'empresa sueca per tots els mitjans. Va enviar al seu home de confiança, Joan Sivella a Fetu, on va ser rebut per Henrico, cosí, hereu i principal agent del rei de Fetu. Contra els regals i els pagaments, el que va representar l'equivalent de 64 lliures, es va obtenir un tros considerable de terra assignada a Cape Corse per construir un factoria anglesa. Aquest tros de terra dels anglesos s'incloïa (segons reclamaven) el lloc on els suecs volien edificar el que seria el Fort Carolusburg. La mateixa afirmació es va fer més tard pel lloc on el Fort Frederiksborg va ser construït, així com en el tram de costa entre els dos forts. Tot i que la legalitat de les reclamacions angleses pot ser posada en gran manera en dubte, Thomas Crispi comptant amb la col·laboració de funcionaris del regne de Fetu, va fer córrer per tot arreu que s'havien assignat als anglesos la propietat de tots els territoris en qüestió.
Quatre dies més tard el rei de Fetu es va trobar amb Carloff i després de nombrosos regals al rei, se li va permetre de començar, de conformitat amb l'acord de 1648, la construcció d'una factoria. Els anglesos van protestar enèrgicament, però no va servir de res. Però també se'ls va permetre construir un factoria a la vora de la sueca. Va començar una carrera però els suecs van acabar els primers, però per contra els anglesos tenien una franja de terra amb la millor ubicació.
El 28 maig 1650 es va produir una convenció memorable. Tant els suecs com els anglesos van signar un tractat amb el rei de Fetu, que significa que els suecs tenien plens drets comercials i els anglesos no podien romandre més de sis mesos en el lloc sense el permís de Suècia. No obstant això, les irades protestes dels anglesos van permetre estendre el dret a romandre al lloc fins a setembre de 1652.
El setembre del 1652 va arribar a l'escalada, els locals van ocupar als anglesos la seva factoria, van expulsar els criats anglesos i va lliurar les instal·lacions a Suècia, que les va destruir a continuació i en el mateix lloc va començar a construir un fort (més tard conegut com a Fort Carolusburg). No obstant això, el rei es va apiadar dels anglesos i els va permetre continuar en un altre lloc amb una petita factoria i els va concedir al costat un dret comercial durant almenys els 35 anys vinents. Aquesta autorització també va ser més tard el principal argument per justificar la presència britànica local a Cape Corse i defensar la tinença anglesa.

## Final i un nou començament
En 1651 el "Comitè de Comerç" del Parlament Anglès va estimar que el comerç a la Guinea estava en un estat catastròfic. A causa de l'alt cost de la construcció i el manteniment de les seves factories a la Costa d'Or, la Companyia havia tingut fins ara més de 100.000 £ de pèrdues i a més la competència dels holandesos feia un gran mal a l'empresa igual que el comerç anglès irregular (escindit de la companyia), en el que el més destacat era un cert Samuel Vasallo. Abans d'això Samuel Vasallo havia representat a la Societat davant el Consell d'Estat britànic ("Consell d'Estat") i fou acusat de reclamacions no autoritzades i, sobretot, la concessió del comerç d'Àfrica amb influència indegudes. Llavors va ser acusat per alguns membres de la Societat de cobrar quantitats indegudament, però ho va negar vehementment. Després d'un examen detallat de la situació jurídica, finalment va podar en mans del "Consell d'Estat" el cas de la "Comissió de Comerç" per a un examen més detallat i decisió. Després d'una consulta adequada amb les parts, el "Comitè de Comerç" va emetre el 1651 el seu informe. Es van recomanar en conclusió que, tot i les moltes dificultats en el comerç d'Àfrica, el monopoli real havia de ser mantingut. Llavors es va confirmar el monopoli de la Companyia durant altres 14 anys, però, això sota un nou nom: "Company of London Merchants" (Companyia de Mercaders de Londres).

## Caps de la Companyia
- 1632 – 1633 Arent de Groot
- 1633 – 1638 John Wood
- 1638 – 1640 Timothy Mulgrave
- 1640 – 1641 Arent De Groot (segona vegada)
- 1641 – 1642 Timothy Mulgrave (segona vegada)
- 1642 – 1644 Sis persones, noms desconeguts
- 1644 Timothy Mulgrave (tercera vegada)
- 1644 – 1645 Francis Searle
- 1645 James Leveson
- 1645 – 1646 Timothy Mulgrave (quarta vegada)
- 1646 James Leveson (segona vegada)
- 1646 Francis Searle (segona vegada)
- 1646 – 1650 George Middleton
- 1650 Thomas Crispe
- 1650 - 1651 George Middleton (segona vegada)